# واریان
روستای واریان از روستاهای مسیر کرج به چالوس در استان البرز ایران است. بر اساس سرشماری سال ۱۳۹۵، جمعیت این روستا ۳۹ نفر (۱۵ خانوار) بوده‌است. مردم واریان به زبان تاتی سخن می‌گویند.
روستای واریان ابتدا در جایی که اکنون بستر دریاچه سد کرج است، قرار داشت اما اهالی و ساکنان آن به مناطق بالاتر کوچ داده شدند و بدین ترتیب تنها راه ارتباطی آن راه آبی است. پس از پی‌ریزی سد امیرکبیر، تنها راه ارتباطی به ده واریان گذر از دریاچه سد کرج با قایق است.
در این سوی دریاچه و کنار جاده هتلی به نام هتل واریان قرار داشت که امکاناتی برای قایق‌رانی و اسکی روی آب نیز دارا بود.
از سال ۱۳۳۴ که سنگ بنای سد کرج گذاشته شد در روستای واریان حدود ۵۰۰ خانوار زندگی می‌کردند و این روستا مرکزیت داشت و پس از ساخت سد بخش بزرگی از روستا زیر آب رفت و برای تردد اهالی باقی‌مانده روستا که با جاده اصلی فاصله داشتند، قایقی در نظر گرفتند که عبور و مرور تا حدودی میسر شود و در سال ۵۹ نیز پس از اقدامات جهاد سازندگی طبق قرادادی مقرر شد که سازمان آب و فاضلاب تهران برای اتصال روستا به جاده اصلی پلی بنا کند، ولی این اقدام صورت نگرفت.

## پیشینه

این روستا، به‌همراه دو روستای رزکان و کوشک‌بالا، ابتدا در جایی قرار داشت که هم‌اکنون بستر دریاچهٔ سد امیرکبیر قرار دارد؛ اما در پی ساخت سد امیرکبیر، یا همان سد کرج، اهالی و ساکنان آن به مناطق بالاتر کوچ داده شدند. بدین ترتیب، از آن زمان به‌این سو، تنها راه ارتباطی آن راه آبی بوده‌است، گرچه بااین‌وجود کشاورزی و دام‌پروری در این روستا تا مدت‌ها پر رونق بوده‌است. زیبایی خاص واریان و زیبایی دریاچه باعث شده بود که این روستا از موقعیت خاصی برخوردار شود. در آن سوی دریاچه و کنار جاده هتلی به نام هتل واریان قرار داشت که امکاناتی برای قایق‌رانی و اسکی روی آب دارا بود.
به دلیل نزدیکی به آب و دریاچه شنا اسکی و قایق‌رانی از ورزش‌های اختصاصی بچه‌های واریان بود و تعدادی از آنان از قهرمانان ملی این سه رشته ورزشی بودند از جمله قهرمانان معروف بومی این منطقه مرحوم حمزه گلابی، موسی قدمی، مجید گل محمدی، منوچهر و حسین خیراللهی، سیاوش حسینی راد، حسین نادری، علیرضا مطلبی و احمدرضاعسگری واریانی و بسیاری دیگر از جوانان می‌باشند که در زمره بهترین قهرمانان اسکی و قایقرانی بودند.
چون رفت‌وآمد با قایق از مشکلات و خطرات خاص خود برخوردار بود بررسی‌هایی جهت ایجاد راه و یک پل ارتباطی برای اهالی و بومیان این روستا انجام شد ولی به دلایل گوناگون این کار عملی نشد.
اکنون از واریان مانند بسیاری از روستاهای دیگر تنها به صورت منطقه‌ای ییلاقی استفاده می‌شود و آخرین بازمانده‌ها از ساکنان دائمی آن که یک زوج کهنسال به نامهای حاج کربلایی غلامحسین بهرامی و مشهدی سکینه صیاد معروف به کبلایی و مش‌سکینه بودند نیز در مهر ماه سال ۱۳۸۶ به کرج مهاجرت نمودند.
به تازگی نام روستای واریان در لیست مناطق گردشگری استان البرز جای گرفته.

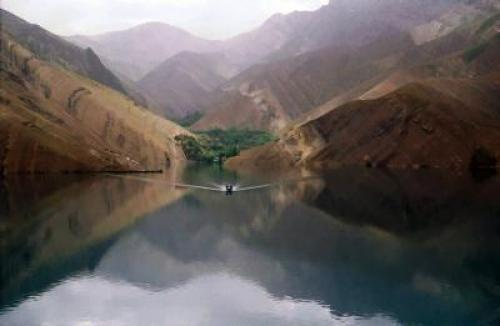
نگاره

واریان در قدیم شامل چندین محله بوده که در هر محله، خاندان آن محله زندگی می‌کرده به عنوان مثال خاندانی که اهل کیان بودند، آن‌ها را کیانی نسبت می‌دادند. ضمن اینکه کیان بزرگترین و با نفوذترین خاندان واریان نیز بوده‌است؛ و اما در اینجا محله‌های واریان قدیم (پیش از دهه ۱۳۴۰) به روایت کربلایی حاج غلامحسین بهرامی:
1. کیان
2. عبادان
3. پسه ده
4. توکلان
5. آهنگران
6. شاگیان
7. ساربان
8. جیرین سران
9. باغ خلیل
10. ایسیوول
11. باغ محله
12. قدمان
13. قیاسان
14. گریان
15. دومالان
16. مسگران
17. آنطرفآب
18. میون سرا

### واریان کنونی
امروزه دیار واریان شامل چندین محله است که اسامی آن بدین شرح می‌باشد:
1. خراسانیان
2. کافر دره
3. خش دره
4. کل دره
5. دره وانو
6. دیمان جار

- ۷-هاقوری (از زمین‌های زراعی روستای واریان است که در حال حاضر به دلیل خریدن این زمین‌ها توسط دولت ورسیدگی نشدن به آن‌ها کاملاً خشک شده و از بین رفته‌اند. قابل ذکر این که هاقوری دو درخت گردوی بسیار قدیمی دارد)[۶]

از روستاها و آبادی‌های هم جوار واریان می‌توان به ارنگه بزرگ ، خوزنکلا ، دروان ، کوشک بالا ، قله منار ، مورود و پل خواب اشاره کرد.

### بازی‌ها و سرگرمی‌های واریان
به دلیل مجاورت واریان با سد کرج وآشنایی کودکان و نوجوانان واریان با ورزشهای آبی نظیر: شنا، قایق‌رانی، اسکی و ماهیگیری بازی‌های رایج در دیگر روستاها آنچنان در واریان جایگاهی نداشت اما برخی از بازی‌ها که معمولاً در پاییز و زمستان انجام می‌گرفت عبارتند از:توپ کاش. الک دلک. آقا زنجیر باف. اکر دکر. لی لی. سنگ کنارو. اشتر اشترن. درزن بپرک؛ که در طالقان به ان دو قز بپرک می‌گویند - که هر کدام شکل خاص و در برخی موارد و ترانه‌های مخصوص به خود دارند شنا اسکی و قایق‌رانی از ورزش‌های اختصاصی بچه‌های واریان بود و تعدادی از آنان قهرمانان ملی این سه رشته ورزشی بودند. مرحوم حمزه. موسی. مجید گل محمدی. از جمله بهترین قهرمانان اسکی بودند.
اسکی رشته‌های مختلفی داشت از جمله آنها:اسلا لوم. مارپیچ. پرش. تریک برموت. اسکی بدون چو ب و اسکی با پای برهنه.
بیشتر اهالی واریان اکنون در کرج زندگی می‌کنند، اما با وجود زندگی شهرنشینی، هر از چند گاهی به مناسبت‌های مختلف در حسینیه فرهنگی مذهبی واریان واقع در میدان توحید کرج که به همت و تلاش خود ایجاد نموده‌اند، جمع می‌شوند.
از آداب و رسوم به خصوص واریانی‌ها می‌توان به عیادت از خانواده‌های داغدار در نخستین روز سال اشاره نمود که به آن نوعید می‌گویند. بدین صورت که اهالی واریان در روز اول سال، و حتی بعضاً پیش از دیدار آشنایان و خانواده نزدیک، به عیادت از خانواده‌هایی که در طول سال گذشته کسی از عزیزان خود را از دست داده و داغدار می‌باشند، یا در اصطلاح نو عید دارند، می‌روند. البته اکنون این رسم به نوعی تغییر شکل یافته و جامعه بزرگ واریانی‌ها در نخستین روز سال، در محل حسینیه واریان حضور یافته تا ضمن پاسداری از آداب و رسوم گذشته، با هم بودن، صمیمیت و لحظات دوستی را به نمایش بگذارند.
برگزاری بی‌ریای مراسم محرم توسط اهالی واریان نیز زبانزد است.

## واریان در فرهنگ دهخدا
واریان. نام دهی است از دهستان ارنگه کرج از شهرستان تهران واقع در ۲۵ هزارگزی شمال شرقی کرج و کنار جادهٔ کرج به چالوس در درهٔ رود کرج. ناحیه‌ای است سردسیر و دارای ۱۰۶۸ تن سکنه است. آب آن از رود کرج و چشمه سار تأمین می‌شود و محصول آن غلات و میوه و لبنیات و عسل و دارای باغهای میوه است. شغل اهالی زراعت و گله داری و کرباس بافی و گیوه‌سازی است دارای دبستان و راه ماشین رو است.